# Alonso Mercado y Villacorta
Alonso Mercado y Villacorta né Alonso de Mercado y Villacorta Cavallero ( principauté de la couronne espagnole de Catalogne, 1620 – Panama , province de Tierra Firme de la vice-royauté du Pérou, empire espagnol, 1681) est un noble et soldat devenu marquis de Villacorta et en tant que fonctionnaire espagnol, il fut nommé deux fois gouverneur de Tucumán de 1655 à 1659 et de nouveau de 1664 à 1670, en plus d'avoir été nommé gouverneur du Río de la Plata entre 1660 et 1663.
Il commande la troisième et dernière campagne des guerres Calchaquí et est le fondateur du fort et de la ville de Metán en 1666. Son dernier poste de fonctionnaire est celui de président de la Cour royale de Panama.
Il est de nouveau nommé gouverneur de Tucumán depuis 1664 et, fonde le fort et la ville de Metán en 1666 pour des mesures défensives contre les aborigènes. Il mene également une campagne définitive contre les Calchaquies en juin 1665. 
Il termina son mandat en 1670, pour le remettre à son successeur Ángel de Peredo et sera honoré par la présidence de la Cour Royale de Panama et du titre de marquis de Villacorta .
Alonso de Mercado y Villacorta meurt d'un cancer de la bouche en 1681 dans la ville de Panama, à l'époque vice-royauté du Pérou.